# Liège-Bastogne-Liège 1979
 (mars 2020).
Si vous disposez d'ouvrages ou d'articles de référence ou si vous connaissez des sites web de qualité traitant du thème abordé ici, merci de compléter l'article en donnant les références utiles à sa vérifiabilité et en les liant à la section « Notes et références ».
La 65e édition de la course cycliste Liège-Bastogne-Liège a lieu le 12 avril 1979. La course a commencé et s'est terminée à Liège. La course a été remportée par Dietrich Thurau de l'équipe IJsboerke-Warncke Eis.

## Équipes
| Équipes professionnelles (14)- Safir-Geuze-Saint-Louis-Ludo - Mini-Flat–V.D.B.–Pirelli - Scic-Bottecchia - Flandria-Ça va seul - Peugeot-Esso-Michelin - Marc Zeep Savon-Superia - Lano-Boule d'Or - Splendor-Euro Soap - Kas-Campagnolo - DAF Trucks-Aida - Magniflex-Famcucine - Renault-Gitane - IJsboerke-Warncke Eis - TI-Raleigh-McGregor |
| |

## Classement
| Rang | Coureur                  | Temps           |
| ---- | ------------------------ | --------------- |
| 1    | Dietrich Thurau          | 6 h 35 min 00 s |
| 2    | Bernard Hinault          | + 55 s          |
| 3    | Daniel Willems           | + 55 s          |
| 4    | Gianbattista Baronchelli | + 55 s          |
| 5    | Eddy Schepers            | + 55 s          |
| 6    | Lucien Van Impe          | + 55 s          |
| 7    | Michel Pollentier        | + 55 s          |
| 8    | Alfons De Wolf           | + 55 s          |
| 9    | Herman Van Springel      | + 55 s          |
| 10   | Michel Laurent           | + 55 s          |